# Hydrophis elegans
Hydrophis elegans là một loài rắn trong họ Rắn hổ. Loài này được Gray mô tả khoa học đầu tiên năm 1842.